# Waalres Museum
Het Waalres Museum is een museum dat is gevestigd aan Willibrorduslaan 4 te Waalre-dorp in de Nederlandse provincie Noord-Brabant.

## Gebouw
Het museum bevindt zich in de voormalige Linnenfabriek Swane, waarvan het oostelijk deel in 1861 gebouwd is als een fabriek voor linnen en pellen. In 1899 werd de fabriek uitgebreid tot de huidige vorm. In 1998 verwierf de Stichting Het Waalres Museum het gebouw, waarna restauratie volgde. In 2000 was de restauratie voltooid en werd het complex geklasseerd als rijksmonument.

## Collectie
Kern van de collectie vormt een verzameling antiek damast uit de 16e tot en met de 19e eeuw. In dit damast zijn tal van beelden verwerkt zoals veldslagen, jachttaferelen, Bijbelse voorstellingen en soortgelijke zaken. Er zijn meer dan 3000 damasten, bijeengebracht door A. van Dijk, die stamt uit een Waalres geslacht van linnenwevers. Het oudste stuk dateert van 1550, en de kostbare damasten uit de 16e en 17e eeuw werden voornamelijk geweven in Kortrijk en Haarlem.
Een andere opmerkelijke verzameling wordt gevormd door een collectie van 240 kerststallen die vanuit de hele wereld afkomstig zijn.
Naast deze verzameling toont het museum exposities van hedendaagse kunstenaars en tentoonstellingen die het plaatselijk en provinciale erfgoed belichten, waaronder de industriële geschiedenis van Brabantia.